# Vanessa buana
Vanessa buana ist ein Schmetterling (Tagfalter) der Gattung Vanessa aus der Familie der Edelfalter (Nymphalidae), der nur auf Sulawesi vorkommt. Das Artepitheton leitet sich vom Namen des Typenfundortes, dem Berg Bua-Kraeng, ab, der heute Bawakaraeng heißt.

## Merkmale
Vanessa buana sieht dem Indischen Admiral (V. indica) ähnlich, hat aber eine viel dunklere schwarzbraune Grundfarbe in der basalen Hälfte der Flügel. Bei indica ist sie bleich graurot und matt glänzend. Auf den Vorderflügeln bilden die bei indica isoliert stehenden drei schwarzen Medianflecke, von denen der oberste in der Zelle liegt, eine zusammenhängende Binde. Die weißen Apikal- und Subapikalflecke und Punktreihen sind viel kleiner als bei indica. Der marginale Saum der Hinterflügel ist identisch mit indica. Die in der roten Submarginalbinde sitzenden Flecken haben bei buana eine helmartige und bei indica eine längliche Form.
Über die Präimaginalstadien ist nichts bekannt.

## Geographische Verbreitung
Vanessa buana kommt nur auf der indonesischen Insel Sulawesi vor. Den Fundort des Holotypus gibt Hans Fruhstorfer mit Süd-Celebes (Süd-Sulawesi) am Berg Bua-Kraeng auf 4000 Fuß Höhe am Nordabhang des Pik von Bonthain an. Fruhstorfer hat den Namen des Gipfels falsch geschrieben, er heißt richtig Wawokaraeng, heute Bawakaraeng, der andere Gipfel des Pik von Bantaeng (ehemals Bonthain) heißt Lompobattang. Über die Lebensweise ist nichts bekannt.

## Systematik
Vanessa buana wurde als Unterart des Indischen Admirals betrachtet (V. indica). Sowohl Genitaluntersuchungen als auch DNA-Analysen haben gezeigt, dass sie ausreichend von V. indica differenziert ist, um als Art eingestuft zu werden, dagegen ist sie sehr eng mit V. dilecta verwandt. Es ist nicht geklärt, ob es sich bei beiden um echte Arten oder um eine allopatrische Verbreitung einer Art auf Sulawesi und Osttimor handelt.
Synonyme
- Pyrameis indica buana Fruhstorfer, 1898
- Vanessa indica buana Field, 1971